# Bagrat VI de Géorgie
Pour les articles homonymes, voir Bagrat.
Bagrat VI de Géorgie (en géorgien : ბაგრატ VI ; 1435-1478) est un eristavi du duché de Samokalako, prétendant en Iméréthie de 1454 à 1465 et roi de Karthli-Iméréthie de 1465 à 1478.

## Biographie
Bagrat VI est un petit-fils du roi Constantin Ier de Géorgie et le fils du prince Georges, co-roi de Géorgie de 1408 à 1412, et de Goulaschar, fille et héritière de Démétrius Ier d'Iméréthie.
Sa mère, devenue veuve, a ensuite épousé le roi Démétrius III de Géorgie ; Bagrat est donc le demi-frère utérin du roi Constantin II de Géorgie.
Bagrat se proclame roi d'Iméréthie, fief de ses ancêtres maternels, en 1454 en opposition au roi Georges VIII de Géorgie. Il met à profit les difficultés du roi Georges VIII avec ses vassaux Jakéli du Samtskhé pour envahir le Karthli et se proclamer ensuite roi d'Iméréthie-Karthli en 1465. Son compétiteur s'étant retiré en Kakhétie, Bagrat VII règne dix ans sur les deux royaumes unis. 
Le roi Bagrat VI parvient à obtenir le soutien de Michel IV d’Antioche, patriarche d’Antioche, et celui-ci consacre l’archevêque Joachime de Tsaish et Bedia catholicos d’Abkhazie  ;la séparation devient officielle en 1470.
En 1477, Uzun Hasan, le chef des Turcomans Aq Qoyunlu (Mouton Blanc), ravage le Karthli et pille la capitale, Tiflis. Incapable de défendre son patrimoine, Bagrat doit se résigner à signer une paix prévoyant le versement d'un tribut de 16 000 ducats. Le roi meurt l'année suivante.

## Mariage et descendance
Bagrat VI épouse une certaine Hélène, morte le 3 novembre 1510, dont il a eu un fils :
- Alexandre II d'Iméréthie

## Sources
- Alexandre Manvelichvili, Histoire de la Géorgie, Paris, Nouvelles Éditions de la Toison d'Or, 1951, 476 p., p. 260-269.
- Cyrille Toumanoff, Les dynasties de la Caucasie chrétienne de l'Antiquité jusqu'au XIXe siècle : Tables généalogiques et chronologiques, Rome, 1990, p. 139-140 et 181.
- Marie-Félicité Brosset, Histoire de la Géorgie. Tome II : Histoire moderne de la Géorgie, Réédition Adamant Media Corporation  (ISBN 0543944808), p. 249-251.
- (en) Cyrille Toumanoff « The Fifteenth-Century Bagratids and the institution of the collegial sovereignty in Georgia ». Consulté le 18 janvier 2014.